# 1980년 동계 올림픽 미국 선수단
1980년 동계 올림픽 미국 선수단은 미국 레이크플래시드에서 개최된 1980년 동계 올림픽에 참가한 올림픽 미국 선수단이다.

## 메달리스트
| 메달   | 선수                         | 종목            | 세부종목    |
| ------ | ---------------------------- | --------------- | ----------- |
| 금메달 | 미국 남자 국가 아이스하키 팀 | 아이스하키      | 남자부      |
| 금메달 | 에릭 하이든                  | 스피드 스케이팅 | 남자 500m   |
| 금메달 | 에릭 하이든                  | 스피드 스케이팅 | 남자 1500m  |
| 금메달 | 에릭 하이든                  | 스피드 스케이팅 | 남자 1000m  |
| 금메달 | 에릭 하이든                  | 스피드 스케이팅 | 남자 5000m  |
| 금메달 | 에릭 하이든                  | 스피드 스케이팅 | 남자 10000m |
| 은메달 | 필 메어                      | 알파인 스키     | 남자 회전   |
| 은메달 | 린다 프레티아네              | 피겨 스케이팅   | 여자 싱글   |
| 은메달 | 리 폴로스-뮐러               | 스피드 스케이팅 | 여자 500m   |
| 은메달 | 리 폴로스-뮐러               | 스피드 스케이팅 | 여자 100m   |
| 동메달 | 찰스 팅커                    | 피겨 스케이팅   | 남자 싱글   |
| 동메달 | 베스 하이든                  | 스피드 스케이팅 | 여자 3000m  |

## 참조
- 올림픽 공식 결과 보관됨 2012-02-04 - 웨이백 머신